# Alipumilio athesphatus
Alipumilio athesphatus är en tvåvingeart som beskrevs av Thompson 2009. Alipumilio athesphatus ingår i släktet Alipumilio och familjen blomflugor. Inga underarter finns listade i Catalogue of Life.